# 山梨県道501号猿橋停車場線
山梨県道501号猿橋停車場線（やまなしけんどう501ごう さるはしていしゃじょうせん）は、山梨県大月市を起点・終点とする一般県道である。

## 概要

### 路線データ
- 起点：山梨県大月市猿橋町殿上（中央本線猿橋駅）
- 終点：山梨県大月市猿橋町殿上（信号無交差点＝国道20号交点）

## 通過する自治体
- 山梨県大月市

## 交差・接続する道路
- 国道20号（大月市猿橋町殿上・信号無交差点）